# Constance Koskull
Anna Gustava Constance (ibland Constantia) Koskull, född 1788 i Växjö, död 28 mars 1840 i Köpenhamn, var en svensk adelskvinna, känd i sin samtid för sitt äventyrliga privatliv och skandaler.

## Biografi
Koskull var dotter till tullöverinspektoren och krigsrådet, friherre Gustaf Fredrik Koskull (1751–1813) och Anna Charlotta Gjelstrup (1758–1815). Hon var yngre syster till Mariana Koskull.

### Första giftermålet
Constance Koskull var trolovad med handelsmannen Christian Fredrik Damm när ett frieri kom från företagaren och konstnären John Hall den yngre (1771–1830). Enligt Eduard Beckman i boken Göteborgs grädde 1851, lär hennes far ha sagt: "Är du så dum min lilla Stansa!? Fortfar att älska din Fredrik, men gift dig med Hall – det ena hindrar ej det andra! Vi äro snart bragta till tiggarstaven om du avvisar Hall."
Hall hade friat till Koskull tidigare, men fått avslag. Efter en nödgad rakning av sitt stora skägg och med försäkran om att skänka hennes far gården Öijering och ett årligt bidrag på 1 000 riksdaler banco, vigdes de den 19 november 1805 i Göteborg. Dock kom inte friherre Koskull att få ut något av det som Hall hade lovat, varför det hela drogs till rådhusrätten i Göteborg. Där avslogs dock målet, då Halls löften inte ansågs vara juridiskt bindande.
I äktenskapsförordet stod att Constance Koskull erhöll 50 000 riksdaler specie i morgongåva och om hon dog barnlös hade hennes arvingar endast rätt till denna morgongåva. År 1807 fick paret en dotter, som döptes till Christina Charlotta Mariana (ibland Marianne) Hall.
Paret bosatte sig på Lunnagården söder om Göteborg, i närheten av Gunnebo slott, som Halls föräldrar hade uppfört. I mars 1807 försattes det Hallska handelshuset i konkurs och Koskulls släkt ville att paret skulle skiljas. År 1809 lämnades skilsmässohandlingarna in och skilsmässodomen fastslogs 1811.
Medan Koskull fortfarande var lagligen vigd med Hall, vintern 1808–1809, var hon i Marstrand där hon träffade den skotske sjöofficeren Reginald MacDonald of Clanranald. Efter att de fattat tycke för varandra skrev Clanranald hem om att han tänkte gifta sig med Koskull. Planerna stoppades av den brittiske utrikesministern, då det ansågs otänkbart att en man i sådan hög samhällsställning skulle gifta sig med en kvinna som låg i en skilsmässoprocess. År 1813 ville Constance Koskull gifta sig med Alexander Armfelt, men hans far, Gustaf Mauritz Armfelt, poängterade för sonen hennes "slösaktighet, omåttliga nöjeslystnad och obetänksamheter" och giftermålet blev inte av.

### Andra giftermålet
Constance Koskull blev på grund av sin livsstil utsatt för social bojkott och ansågs skandaliserad, något som nämns i Hedvig Elisabet Charlottas dagbok i juni 1815:
"Även bör jag omnämna, hur det skvallras om hovfröken Koskull. Hon ansågs för kronprinsens älskarinna. En syster till Marianne Koskull är beryktad för sitt tvetydiga uppförande och bosatt i Ryssland, där hon lever på andra människors välvilja. Hon för en äventyrlig tillvaro, var ofta i ekonomiskt trångmål, önskade att Marianne skulle skulle flytta till Petersburg och hoppades därigenom återvinna sitt förlorade anseende. Marianne Koskull ger föga akt på sig själv, fäster sig heller aldrig vid vad folk säger om henne och hade ingenting emot att resa dit. [...] Hade hennes anhållan beviljats, skulle dock hennes rykte varit totalt fördärvat, ty hon ämnade fara allena utan någon av sina bröder eller en gift dam i sällskap. Hennes konstiga infall, stridande mot alla regler för det passande och mot hovets värdighet, klandrades mycket tom av hennes anhöriga, men hon gällde ju som kronprinsens mätress och därför ville ingen blanda sig i saken. Den skarpaste kritiken drabbade likväl mig för att jag i egenskap av drottning ej sökte hindra henne. Jag förehöll henne därför det olämpliga i planen, och resan blev ej av."
Constance Koskull reste i Europa och förlovade sig i Sankt Petersburg med greve Goudeski 1817, men lät snart bryta förlovningen. Hon skrev om greven att "hans umgänge som fästman blev mig redan drygt – han sov, gapade och rev sig i huvudet".
Under tiden 1818–1823, när hennes syster Mariana Koskull levde öppet som kung Karl Johans mätress vid det svenska hovet, som då saknade en drottning, genomdrev hon att Constance Koskull fick presenteras vid hovet, något som då uppväckte stor skandal: alla hovdamer som ombads sköta presentationen simulerade sjukdom tills statsfrun Ruuth slutligen utförde hovpresentationen varpå hon ”straxt derpå dånade”.
I Holstein mötte hon den danske kammarherren och friherren Fredrik Christian Wedel Jarlsberg (1757–1831), som hon gifte sig med 16 april 1823. Efter 1,5 års äktenskap skildes de.

### De sista åren
Under en vistelse i Paris fick Gustaf Löwenhielm avstyra en duell mellan två av hennes beundrare.
Constance Koskull beskrivs av sin samtid som "Vacker, kvick, nyckfull, god, fåfäng och älskvärd fängslade Constance vid sin triumfvagn konungar och bryggare, prinsar och judar, grevar och bodknoddar, skottar och ryssar, amerikanare och italienare".
Marianne Ehrenström beskrev Constance: 
"hon tillhörde de kvinnor, om vilka en författare säger: om ni möter henne, var det än må vara, på vägen eller i en salong, på teatern eller på gatan – tag er i akt – ty eljest skall hon under åtta dagars tid tvinga er att tänka på henne. Hon kan icke längre rodna – det är sant – men hon har en röst, ljuv som änglarnas, ett huvud och blickar, som kunna bringa en stoikers själ i uppror."
Constance bodde 1826–1830 på slottet Sophienberg vid Öresund på Själland, som hon hade köpt efter skilsmässan från Wedel Jarlsberg. Hon kallade sig då baronessan Anna Gustava Wedel Jarlsberg. Hon avled i Köpenhamn 10 år senare.